# ウィ・キャン・ビー・トゥゲザー
「ウィ・キャン・ビー・トゥゲザー」（We Can Be Together）は、、アメリカのロック・バンドであるジェファーソン・エアプレインが1969年に発表した楽曲。

## 概要
1966年、ベトナム戦争反対を訴える画家や詩人がニューヨークで抗議団体「Black Mask」を結成した。1968年、詩人のアミリ・バラカが『ニューヨーク・タイムズ』に「Black People!」という詩を発表。「Black Mask」は、バラカの詩の言葉「The magic words are: Up against the wall, mother fucker, this is a stick up!」からとって「Up Against the Wall Motherfucker」に団体名を変更するとともに地下に潜り、より過激なアナーキスト集団となった。

「ウィ・キャン・ビー・トゥゲザー」はメンバーのポール・カントナーによって書かれた。彼は詞のいくつかの部分で「Up Against the Wall Motherfucker」のサンド・ストームが作成したリーフレットの言葉を借用して、強いメッセージを歌に込めた。
生き残るために僕らは盗み、だまし、嘘をつき、偽造し、ファックし、隠れ、取り引きもする／僕らは卑猥で、無法で、醜く、危険で、汚く、暴力的でおまけに若く――しかしそれでも僕らはいっしょにならなくちゃいけない。
1969年4月、ジェファーソン・エアプレインはサンフランシスコのウォーリー・ハイダー・スタジオでアル・シュミットをプロデューサーに起用してアルバム『ボランティアーズ』のレコーディングを行った。本作品のピアノはニッキー・ホプキンスが弾いた。
同年8月18日午前、ウッドストック・フェスティバルはジミ・ヘンドリックスの演奏で幕を閉じた。同日午後、ジェファーソン・エアプレインとデヴィッド・クロスビーとスティーヴン・スティルスはコンサート会場から直接、ABCのトーク番組『The Dick Cavett Show』のスタジオを訪れ、ウッドストックには行かなかったジョニ・ミッチェルと合流した。ヘンドリックスも番組に出演する予定だったが、疲れ切って寝過ごして出演できなかった。グループは当時未発表だった「ウィ・キャン・ビー・トゥゲザー」を演奏し、「Up against the wall, motherfucker / Tear down the walls」と歌った。翌19日に番組は放映され、この日は禁忌語"motherfucker"が初めてアメリカの全国放送で流れた日となった。「あなただけを」ではクロスビーと共演した。
同曲は同年10月にアルバムに先駆けたシングル『ボランティアーズ』のB面収録曲として発表され、11月発売のアルバム『ボランティアーズ』にも収録された。なおA面収録曲の「ボランティアーズ」は12月20日付のビルボード・Hot 100で65位を記録した。
2007年10月発売のライブ・アルバム『At the Family Dog Ballroom』にライブ・バージョンが収録された。収録日は1969年9月9日。

## 参加ミュージシャン
- グレイス・スリック（Grace Slick） – ボーカル
- ポール・カントナー（Paul Kantner） – リズム・ギター、ボーカル
- ヨーマ・コーコネン（Jorma Kaukonen） – リード・ギター
- ジャック・キャサディ（Jack Casady） – ベース
- スペンサー・ドライデン（Spencer Dryden） – ドラムス、パーカッション
- マーティ・バリン（Marty Balin） – ボーカル
- ニッキー・ホプキンス（Nicky Hopkins） – ピアノ